# Cocoto Kart Racer
Cocoto Kart Racer is een racespel ontwikkeld door Neko Entertainment. Het komt grotendeels overeen met Mario Kart.

## Personages
| Naam van personage | Uiterlijk                                         |
| ------------------ | ------------------------------------------------- |
| Cocoto             | Een rood duiveltje.                               |
| Shiny              | Lijkt op een roze duiveltje.                      |
| Baggy              | Een groen en vriendelijke duivel.                 |
| Neuro              | Brildragende blauwe duivel.                       |
| Scritch            | Een lopend skeletje met twee ongelijke ogen.      |
| Tortelini          | Een schildpad die denkt te kunnen vliegen.        |
| Dugger             | Een bruine mol.                                   |
| Geckill            | Een geel met groene gecko.                        |
| Bo-Bong            | Een bruine en grote aap.                          |
| Zaron              | De blauw en vleeskleurige god.                    |
| Venuzia            | Een roze pijlinktvis die bekleed is met sieraden. |
| Glabooh            | Een donkerpaars spook.                            |